# ميمون (شهر)
المَيْمُون (أيضا بُرَك) اسم شهر ذي الحجّة في الجاهلية، وهو الشهر الثاني عشر من شهور السنة في الجاهلية.